# Kagurazaka Megumi
Megumi Kagurazaka (神楽坂 恵 (Thần Lạc Phản Huệ) Kagurazaka Megumi) sinh ngày 28 tháng 9 năm 1981, là một nữ diễn viên và người mẫu người Nhật Bản. Cô kết hôn với đạo diễn Sion Sono và đã tham gia một số bộ phim của anh.

## Sự nghiệp
Kagurazaka đã xuất hiện trong các bộ phim như Cold Fish, Guilty of Romance và The Land of Hope.

## Danh mục phim

### Phim
- Into the Faraway Sky (2007)
- Gakko no kaidan (2007) - Noriko Mamiya
- Madobeno Honky Tonk (2008)
- Spy Girl's Mission Cord #005 (2008)
- Dotei Horoki (2009)
- Pride (2009) - Morita
- Oyasumi Anmonite (2010)
- The Parasite Doctor Suzune: Genesis x Evolution (2011) - Naomi
- Guilty of Romance (2011) - Izumi Kikuchi
- Cold Fish (2011)
- The Land of Hope (2012) - Izumi (vợ của Yoichi)
- Himizu (2012) - Keiko Tamura
- The Incredible Truth (2013)
- Why Don't You Play in Hell? (2013) - Junko
- The Whispering Star (2015)
- All Esper Dayo! (2015) The Virgin Psychics (Tựa tiếng Anh)

### Truyền hình
- Shiawase no Jikan (2012)